# Narcisa Forăscu
Narcisa Forăscu este o specialistă în lexicologie, profesor doctor la Facultatea de Litere din cadrul Universității din București, fiind doctor în filologie din 1975. Este autoarea mai multor studii, articole și volume (unele dintre ele în colaborare cu Angela Bidu-Vrănceanu) privind vocabularul românesc și structura acestuia, analizată prin metode ale semanticii structurale. Studiile sunt orientate atât spre perfecționarea metodologiei cât și spre aspectele aplicative.

## Publicații

### Lingvistică
- Narcisa Forăscu, Analiză structurală a vocabularului limbii române contemporane. Sinonimia adjectivală, 1978
- Angela Bidu-Vrănceanu, Narcisa Forăscu, Modele de structurare semantică, 1984 (premiul Academiei Române)
- Ion Coteanu, Angela Bidu-Vrănceanu, Narcisa Forăscu, Limba română contemporană (curs universitar), 1985
- Angela Bidu-Vrănceanu, Narcisa Forăscu, Cuvinte și sensuri, 1988
- Narcisa Forăscu, Mihaela Popescu, Dificultăți gramaticale ale limbii române, Editura Universității din București, 2001
- Angela Bidu-Vrănceanu, Narcisa Forăscu, Limba română contemporană. Lexicul, Editura Humanitas Educațional, 2005
- Narcisa Forăscu, Mihaela Popescu, Dicționar de cuvinte buclucașe, Editura All, 2007

### Poezie
- Narcisa Forăscu, Sărmanii fericiți învinși, Editura Paideia, 2006